# شوجی مگورو
شوجی مگورو (انگلیسی: Shoji Meguro؛ زادهٔ ۴ ژوئن ۱۹۷۱) موسیقی‌دان اهل ژاپن است. وی از سال ۱۹۹۵ میلادی تاکنون مشغول فعالیت بوده‌است.